# Roy Williams (giocatore di football americano 1981)
Roy Eugene Williams Jr. (Odessa, 20 dicembre 1981) è un ex giocatore di football americano statunitense che ha giocato nel ruolo di wide receiver nella National Football League (NFL). Fu scelto come settimo assoluto nel Draft NFL 2004 dai Detroit Lions. Al college giocò a football a Texas.

## Carriera professionistica

### Detroit Lions
Williams fu scelto come settimo assoluto nel Draft 2004 dai Detroit Lions. Nella sua prima stagione fece registrare 54 ricezioni per 817 yard e 8 touchdown in dodici partite, subendo un infortunio alla caviglia a metà stagione che limitò il suo rendimento. La stagione successiva, la squadra utilizzò la sua scelta del primo giro (10ª assolta) per scegliere un altro ricevitore, la stella di USC Mike Williams. Roy Williams ebbe una stagione produttiva nel 2006, collezionando 1.310 yard ricevute (secondo nella NFC e terzo nella NFL), 7 touchdown a una media di 16,0 yard a ricezione, la migliore della NFL. Assieme al compagno Mike Furrey ricevette più passaggi (178) di qualsiasi altra coppia nella NFC. Per queste prestazioni fu convocato per il Pro Bowl, al posto dell'infortunato Torry Holt. Fu il primo ricevitore dei Lions ad essere convocato per il Pro Bowl da Herman Moore nel 1998.

### Dallas Cowboys
Con l'esplosione di Calvin Johnson, Williams fu scambiato coi Dallas Cowboys il 14 ottobre 2008 per le scelte del primo, terzo e sesto giro del Draft NFL 2009 (i Cowboys ricevettero anche una seconda scelta dai Lions). Con essi firmò un nuovo contratto di sei anni del valore di 54 milioni di dollari, inclusi 26 milioni garantiti. Nel 2009, Williams fu uno dei fattori determinanti della prima vittoria dei Cowboys nei playoff dal 1996 ricevendo 5 passaggi per 59 yard, incluse diverse ricezioni decisive nel primo tempo. La sua migliore gara con Dallas fu contro gli Houston Texans in cui ricevette 117 yard e 2 touchdown. Fu svincolato il 28 luglio 2011.

### Chicago Bears
Il giorno successivo, Williams firmò coi Chicago Bears un contratto annuale del valore di 2,46 milioni di dollari. La sua migliore gara coi Bears fu il giorno di Natale contro i Green Bay Packers in cui ricevette 6 passaggi per 81 yard.
Williams annunciò il suo ritiro l'8 settembre 2012.

## Palmarès
- Convocazioni al Pro Bowl: 1

2006
- PFWA All-Rookie Team - 2004

## Statistiche
| Ricezioni     | 393   |
| Yard ricevute | 5.715 |
| Touchdown     | 44    |